# کوه استینز
کوه استینز (Steens Mountain) در جنوب شرق ایالت آرگن آمریکا قرار دارد و در اصل یک قطعهٔ گسلی بزرگ واقع در شهرستان هارنی است. این کوه ۸۰ کیلومتر شمال به جنوب کشیده شده و در راستای بیابان آلورد است. بلندی قلهٔ آن ۲۹۶۷ متر است. گاهی این کوه با رشته کوه اشتباه می‌شود اما در اصل یک کوه تنها است.
طبیعت وحش کوه استینز منطقه‌ای به مساحت ۶۸۸۶۴ هکتار را پوشانده است که ۴۰۰۰۷ هکتار آن از چرای دام حفاظت شده است.